# FrostWire
FrostWire è un programma open source di condivisione file P2P che sfrutta il protocollo BitTorrent. Funziona su Microsoft Windows, Linux, Android e macOS
Frostwire è scritto in Java e per questo funziona su ogni sistema che abbia una Java virtual machine installata. Per facilitare l'installazione da parte di utenti comuni, sono stati distribuiti pacchetti di installazione per Microsoft Windows, macOS e Linux, per i vari gestori di pacchetti (RPM Package Manager, deb e sorgente tarball).
Frostwire è completamente libero e gratuito, privo di adware e spyware.

## Storia
Il progetto è nato come client della rete Gnutella nel settembre del 2004 da alcuni membri della comunità open source di Limewire, dopo che la RIAA ha fatto pressioni e minacciato di azioni legali lo sviluppo di Limewire in luce alla decisione della Corte Suprema degli Stati Uniti del caso di Grokster e della sua chiusura. Quando eventualmente attivato, il codice potrebbe bloccare gli utenti nel condividere file con licenza e copyright.
Ecco il motivo della nascita di questa fork.
La prima versione di FrostWire fu distribuita nell'ottobre 2005.
Nel 2011 con il rilascio della versione 5 il progetto disabilita il supporto alla rete Gnutella e viene convertito in un client BitTorrent.

## Caratteristiche
Essendo basato su Limewire ne trae le caratteristiche
- Possibilità di cercare per artista, titolo, genere o altre meta-informazioni
- Interfaccia per scaricamenti multipli tramite tab
- Scaricamenti da host multipli
- Integrazione con iTunes per gli utenti Mac e Windows
- Tecnologia "ultrapeer" per ridurre i requisiti di banda
- Chat integrata
- Connessione diretta con un computer
- Funziona anche attraverso firewall
- Disponibile in molte lingue, fra cui l'italiano

## Altro
- Peer-to-peer
- Gnutella
- LimeWire
- BitTorrent